# 维尔河
维尔河（法語：Vire，法語：[viʁ] ⓘ）是法国诺曼底的一条河流，长118千米，流经卡尔瓦多斯和芒什两省的维尔、圣洛和滨海伊西尼等城镇，注入英吉利海峡。